# Kotovice
Kotovice är en ort i Tjeckien.   Den ligger i regionen Plzeň, i den västra delen av landet, 100 km sydväst om huvudstaden Prag. Kotovice ligger 371 meter över havet och antalet invånare är 272.
Terrängen runt Kotovice är platt, och sluttar österut. Runt Kotovice är det ganska tätbefolkat, med 134 invånare per kvadratkilometer. Närmaste större samhälle är Plzeň, 18,1 km nordost om Kotovice. Trakten runt Kotovice består till största delen av jordbruksmark.